# Rival·ló de Penthièvre
Rival·ló de Penthièvre' (mort vers el 1162 ?) fill del comte de Penthièvre Geoffroy II de Penthièvre i d'Hawisa, filla de Joan I de Dol, senyor de Combourg fou co-comte de Penthièvre de 1148 a 1162.

## Biografia
Rival·ló era el fill segon de Geoffroy II de Penthièvre. A la mort del seu pare va rebre Moncontour mentre que el Penthièvre quedava pel seu germà Esteve II de Penthièvre.
Rival·ló és esmentat per darrera vegada el 1152 però hauria viscut uns deu anys més. A la mort sense hereus del seu germà Esteve II de Penthièvre comnegut com Esteve el Leprós, el fill de Rival·ló, Geoffroy III de Penthièvre el va succeir.

## Matrimoni i fills
Va tenir un fill i una filla.
- Geoffroy III de Penthièvre comte de Penthièvre (+1177)
- Elina de Penthièvre casada amb Geoffroi de Tournemine (1160-/1214), i mare d'Olivier (+1232) senyor del castell de La Hunaudaye.